# Сухова, Наталия Юрьевна
Ната́лия Ю́рьевна Су́хова (род. 26 сентября 1963, Москва, СССР) — российский историк, специалист по истории духовного образования в Российской империи. Доктор исторических наук (2011), доктор церковной истории (2010), магистр богословия (2005), профессор (2021). Профессор кафедры истории Русской православной церкви и научный руководитель Центра истории богословия и богословского образования богословского факультета Православного Свято-Тихоновского гуманитарного университета (ПСТГУ). Член Экспертного совета Высшей аттестационной комиссии при Министерстве образования и науки Российской Федерации по теологии. Одна из авторов «Православной энциклопедии». Лауреат Макариевской премии (2007).

## Биография
В 1986 году окончила механико-математический факультет МГУ. Преподавала математику в вузах Москвы.
В 2000 году окончила миссионерско-катехизаторский факультет Православного Свято-Тихоновского богословского института, защитив выпускную работу «Источниковая база по истории духовного образования в России. 1807—1921». В том же году начала преподавать на кафедре истории Русской православной церкви этого института (с 2004 года Православного Свято-Тихоновского гуманитарного университета), с марта 2006 года в должности доцента, с декабря 2010 года — в должности профессора.
В 2004—2010 годах — заведующая учебно-методическим отделом богословского факультета. В 2005 году получила учёную степень магистра богословия за диссертацию «Уставы православных духовных академий 1869 и 1884 гг. и их значение для богословского образования в России».
В сентябре 2007 года в МПГУ под научным руководством доктора исторических наук В. М. Лаврова защитила диссертацию на соискание учёной степени кандидата исторических наук по теме «Реформы высшего православного духовного образования в России во второй половине XIX века» (специальность 07.00.02 — отечественная история); официальные оппоненты — доктор исторических наук, профессор С. Л. Фирсов и доктор исторических наук Л. Ф. Писарькова; ведущая организация — Московский государственный гуманитарный университет имени М. А. Шолохова.
17 декабря 2008 года решением ВАК РФ и приказом Федеральной службы по надзору в сфере образования и науки Н. Ю. Суховой присвоено ученое звание доцента.
10 мая 2010 года на заседании специализированного совета ПСТГУ по богословию состоялась защита диссертации Н. Ю. Суховой на соискание учёной степени доктора церковной истории по теме «Система подготовки и аттестации научно-педагогических кадров в православных духовных академиях России (XIX — начала XX в.)»; Официальные оппоненты — доктор исторических наук, профессор С. Л. Фирсов, доктор исторических наук Н. Н. Лисовой и кандидат исторических наук, доктор церковной истории В. И. Петрушко. 30 июня 2010 года Н. Ю. Сухова была утверждена Патриархом Кириллом в степени доктора церковной истории, став первой в России женщиной, удостоенной этой степени.
15 сентября 2011 года на заседании объединенного диссертационного совета ДМ 521.086.01 в ПСТГУ состоялась защита диссертации Н. Ю. Суховой на соискание ученой степени доктора исторических наук, тема диссертации: «Подготовка и аттестация научно-педагогических кадров в православных духовных академиях в контексте высшего образования в России (1808—1918 гг.)»; официальные оппоненты А. Ю. Андреев, Е. А. Вишленкова и Ф. А. Петров. Диссертационный совет единогласно вынес решение о присуждении Н. Ю. Суховой ученой степени доктора исторических наук; это решение было утверждено приказом по Министерству образования и науки Российской Федерации от 26 апреля 2012 года.
С 30 мая 2016 года — член объединённого диссертационного совета Д 999.073.04 по теологии Общецерковной аспирантуры и докторантуры имени святых равноапостольных Кирилла и Мефодия, Православного Свято-Тихоновского гуманитарного университета, Московского государственного университета и Российской академии народного хозяйства и государственной службы.
22 ноября 2021 года во время торжественного акта в ПСТГУ ей было присвоено учёное звание профессора. 29 декабря 2021 года в Актовом зале Духовной школы Учёный совет и Общее собрание преподавателей присвоили ей звание «Почётный доктор СПбДА».

## Научная деятельность
В сферу исследовательских интересов входят:
- История богословской науки в России.
- История духовной школы в России.
- История и современное состояние богословского образования христианских конфессий.

В ПСТГУ читает курс «История Русской православной церкви» для студентов богословского и исторического факультетов, курс «История и методология богословия» для магистрантов богословского факультета, специальный курс «История духовного образования и богословской науки в России в XVIII — начале XX в.» для студентов и магистрантов богословского и исторического факультетов. Участвует в проведении общефакультетских курсов «Введение в историю богословия», «Введение в специальность (теология)», «Методика научного исследования», «Междисциплинарные проблемы теологии».

## Публикации
- Высшая духовная школа: проблемы и реформы : вторая половина XIX века. — Москва : Православный Св.-Тихоновский гуманитарный ун-т, 2006. — 656 с. — ISBN 5-7429-0133-X
  - Высшая духовная школа: проблемы и реформы: вторая половина XIX века. — Москва : Изд-во ПСТГУ, 2012. — 656 с. — ISBN 978-5-7429-0701-5
- Вертоград наук духовный : сборник статей по истории высшего духовного образования в России XIX — начала XX века. — Москва : Православный Свято-Тихоновский гуманитарный ун-т, 2007. — 382 с. — ISBN 978-5-7429-0280-5
- Система научно-богословской аттестации в России в XIX — начале XX в. — Москва : Изд-во ПСТГУ, 2009. — 673 с. — ISBN 978-5-7429-0406-9
  - Система научно-богословской аттестации в России в XIX — начале XX в. — 2-е изд., испр. — Москва : Издательство ПСТГУ, 2012. — 673 с. — ISBN 978-5-7429-0688-9
- Источниковая база по истории высшего духовного образования в России (XIX — начало XX века): Учебно-методическое пособие. — М. : ПСТГУ, 2011. — 77 с.
- Русская богословская наука: (по докторским и магистерским диссертациям 1870—1918 гг.). — Москва : Издательство ПСТГУ, 2013. — 374 с. — ISBN 978-5-7429-0656-8
- Ученый инок, богослов, миссионер, поэт: к 200-летию со дня рождения архимандрита Антонина (Капустина). — Екатеринбург : Екатеринбургская духовная семинария, 2017. — 46 с. — ISBN 978-5-9908364-6-4 — 200 экз.
- Учебное пособие по курсу «История богословской науки и образования в России в XVIII — начале XX в.» — М.: Издательство ПСТГУ, 2017; 2021 (2-е изд.)

- Из истории документального собрания Московской духовной академии // Отечественные архивы. 2001. — № 4. — С. 22-29.
- Из истории архива Московской духовной академии // 2000-летию Рождества Христова посвящается. Сборник Российского общества историков архивистов и Синодальной комиссии по канонизации святых. — М., 2001. — С. 259—290.
- Из истории архива Московской духовной академии // Материалы Ежегодной Богословской конференции Православного Свято-Тихоновского Богословского института 2001 г. — М., 2001. — С. 253—262.
- История центральных органов управления духовно-учебными заведениями в России 1807—1918 гг. // Вестник архивиста. 2001. — № 6 (66). — С. 264—302.
- Управление духовно-учебными заведениями в России в 1867—1918 гг. (по материалам фондов РГИА, ГАРФ, ОР РНБ и ОР РГБ) // Материалы Ежегодной Богословской конференции Православного Свято-Тихоновского Богословского института 2002 г. — М., 2002. — С. 169—182.
- Духовно-учебные проекты 1917—1918 гг. (по материалам РГИА и ГАРФ) // Материалы Ежегодной Богословской конференции Православного Свято-Тихоновского Богословского института 2003 г. — М., 2003. — С. 196—206.
- Дискуссии о типе высшей богословской школы в России в XIX — начале XX вв. // Международное образование: итоги и перспективы. Материалы международной научно-практической конференции, посвященной 50-летнему юбилею Центра международного образования МГУ им. М. В. Ломоносова. 2004 г. — Т. 3. — М., 2005. — С. 147—155.
- О чем повествует архив МДА // Глинские чтения. 2004. — № 2. — С. 24-29.
- Дискуссии о типе высшей богословской школы во второй половине XIX — начале XX в. // Материалы Ежегодной Богословской конференции Православного СвятоТихоновского гуманитарного университета 2004 г. — М., 2005. — С. 380—392.
- История управления духовно-учебными заведениями в России 1807—1867 гг. // Богословский сборник. Вып. 13. — М., 2005. — С. 206—235.
- Участие святителя Филарета (Дроздова) в развитии академического богословия XIX века // Филаретовский альманах. Вып. 2. — М., 2006. — С. 46-71.
- Русские богословы и Святая Земля (XIX — начало XX века) // Родное и вселенское. Сборник научных статей. — М., 2006. — С. 330—350.
- Проблемы высшего богословского образования в историческом развитии (XIX — начале XX в.) // Россия в духовных поисках современного мира. Материалы Второй Всероссийской научно-богословской конференции «Наследие преподобного Серафима Саровского и судьбы России». Москва — Дивеево. 29 сентября — 1 октября 2005 г. — Нижний Новгород, 2006. — С. 299—314.
- Несостоявшаяся духовно-учебная реформа 1890-х годов // Вестник Православного Свято-Тихоновского гуманитарного университета. II: История: История Русской Православной Церкви. — Вып. 3 (20). — М., 2006. — С. 7-26.
- Документы по истории высшего духовного образования в России в фонде Поместного Церковного Собора 1917—1918 гг. // Отечественные архивы. 2007. — № 4. — С. 87-96.
- Становление и развитие научно-богословских исследований в православных духовных академиях в России (XIX — начало XX в.) // Церковный вестник. 2007. — № 1-2 (350—351). — С. 3-4
- Российское ученое монашество и богословская наука: проекты 1917—1918 гг. // Возрождение православных монастырей и будущее России. Материалы III Всероссийской научно-богословской конференции «Наследие преподобного Серафима Саровского и судьбы России». Сергиев Посад — Саров — Дивеево. 28 июня — 1 июля 2006 г. — Нижний Новгород, 2007. — С. 431—444
- Проблемы духовного образования в дискуссиях 1917—1918 гг. // Церковь в истории России. Сб. 7. Институт Российской истории Российской Академии наук. — М., 2007. — С. 160—177.
- К вопросу о педагогической подготовке выпускников высшей духовной школы в контексте реформ XVIII—XX вв. // Вестник Православного Свято-Тихоновского гуманитарного университета. IV: Педагогика. Психология. 2007. — Вып. 3 (6). — С. 70-91.
- Становление и развитие богословской науки в России : Проблемы и пути их решения (вторая половина XIX — начало XX в.) // Ежегодная Богословская конференция Православного Свято-Тихоновского Гуманитарного Университета: Материалы. Т. 1 : XVII / гл. ред. В. Н. Воробьев, прот. — М. : ПСТГУ, 2007. — 389 с. — С. 325—335.
- Становление и развитие грузиноведения в университетском и высшем духовном образовании в России (XIX — начала XX в.) // Ежегодная Богословская конференция Православного Свято-Тихоновского Гуманитарного Университета: Материалы. Т. 1 : XVII / гл. ред. В. Н. Воробьев, прот. — М. : ПСТГУ, 2007. — 389 с. — С. 373—387 (в соавторстве с И. Е. Мельниковой)
- Дискуссия 1909 г. о проблемах высшего духовного образования и богословской науки // Вестник ПСТГУ. II: История. История Русской Православной Церкви. 2007. — Вып. 2 (23). — С. 32-57.
- Духовно-учебные принципы митрополита Платона и их развитие в истории высшего духовного образования // Третьи ежегодные Платоновские чтения. 1 декабря 2006 г.: Сборник материалов / гл. ред. В. Чувикин, прот. — М. : Перервинская Духовная Семинария, 2007. — 86 с. — C. 25-37.
- К. П. Победоносцев и Устав духовных академий 1884 г. // Константин Петрович Победоносцев: мыслитель, ученый, человек. Материалы международной юбилейной научной конференции, посвященной 180-летию со дня рождения и 100-летию со дня кончины К. П. Победоносцева. — Санкт-Петербург, 1-3 июня 2007 года. — СПб., 2007. — С. 170—176
- Обсуждение проблем высшего богословского образования на Поместном Соборе 1917—1918 гг. // Вестник Православного Свято-Тихоновского гуманитарного университета. II: История. История Русской Православной Церкви. 2007. — Вып. 4 (25). — С. 28-45.
- Уроки взаимности: сирийские и палестинские студенты в российских Духовных Академиях // Новая книга России. 2007. — № 12. — С. 12-18.
- Исторический опыт преподавания богословских дисциплин в российских университетах (XIX — начало XX в.) // Образовательный Форум Приволжского Федерального округа: «Гражданин России: отечественные традиции образования и современность». Пермь, 23-24 августа 2007 года. Сборник материалов «Религиозные образовательные институты Русской Православной Церкви». — Пермь, 2008. — С. 194—209.
- Реформы высшей духовной школы XIX — начала XX в.: проблема отношений Церкви и государства // Православная Церковь и государство в исторической судьбе России. Материалы IV Всероссийской научно-богословской конференции «Наследие преподобного Серафима Саровского и судьбы России». Нижний Новгород — Саров — Дивеево. 28 июня — 1 июля 2007 г. — Нижний Новгород, 2008. — С. 385—391.
- Святитель Филарет (Дроздов) и духовно-академическое богословие XIX века: новации и традиция // Филаретовский альманах. Вып. 4. — М., 2008. — С. 59-76.
- Поместный Собор 1917—1918 гг. о высшем духовном образовании в России // Материалы международной научной конференции «1917-й: Церковь и судьбы России» (Москва, ПСТГУ, 19-20 ноября 2007 г.). — М., 2008. — С. 157—170.
- Духовно-учебные контакты Русской Православной Церкви и ближневосточных Православных Церквей (вторая половина XIX — начало XX в.) // Вестник Православного Свято-Тихоновского гуманитарного университета. II: История. История Русской Православной Церкви. 2008. — Вып. 3 (28). — С. 35-50.
- С надеждой на будущее русского богословия // Церковный вестник. 2008. — № 20 (393). — С. 11.
- Русские богословские школы за рубежом: сохранение традиции и поиск нового (1920—1940-е гг.) // Материалы XVIII Ежегодной Богословской конференции Православного Свято-Тихоновского гуманитарного университета: В 2 т. Т. I. — М., 2008. — С. 263—272.
- Рецензия на книгу: Нетужилов К. Е. Церковная периодическая печать в России XIX столетия. СПб.: Изд-во С.-Петербургского университета, 2008. 268 с. // Вестник Православного Свято-Тихоновского гуманитарного университета. I: Богословие. Философия. 2009. — Вып. 1 (25). — С. 119—125
- Осенняя сессия XVIII Ежегодной богословской конференции Православного Свято-Тихоновского гуманитарного университета. Секция «Святитель Филарет Московский: взгляд на рубеже веков» (Московское подворье Свято-Троицкой Сергиевой Лавры) // Вестник Православного Свято-Тихоновского гуманитарного университета. II: История: История Русской Православной Церкви. 2008. — Вып. 1 (26). — С. 143—151.
- Высшая духовная школа России в 1917—1918 гг. Письма Анатолия (Грисюка), епископа Чистопольского, викария Казанской епархии и ректора Казанской духовной академии, к Василию (Богдашевскому), епископу Каневскому, викарию Киевской епархии и ректору Киевской духовной академии / Вступ. ст., публ. и примеч. Н. Ю. Суховой // Вестник Православного Свято-Тихоновского гуманитарного университета. II: История. История Русской Православной Церкви. 2008. — Вып. 1 (26). — С. 91-105
- Фонд Учебного комитета при Святейшем Синоде: история, состав и содержание // Отечественные архивы. 2009. — № 4. — С. 38-47.
- Православные духовные академии в 1850-60-х гг. и реформа 1869 г. // Вестник Московского государственного областного университета. Серия «История и политические науки». 2009. — № 4. — С. 23-28.
- Значение Святейшего Синода в истории научно-богословской аттестации (1839—1917) // Вестник Челябинского государственного университета. 2009. — № 38 (176). История. Вып. 37. — С. 101—109.
- Первые православные доктора богословия в России (1814—1869) // Alma mater. Вестник высшей школы. 2009. — № 11. — С. 56-62.
- Государственная политика России в сфере высшего духовного образования (XVIII — начало XX в.) // Известия Алтайского государственного университета. 2009. — № 4/4 (64/4). — С. 235—242.
- Реформа духовных академий 1869 г.: личностный аспект // Церковь в истории России. Сб. 8. Институт Российской истории Российской Академии наук. — М., 2009. — С. 101—119.
- Пастырское богословие в российской духовной школе (XVIII — начало XX в.) // Вестник Православного Свято-Тихоновского гуманитарного университета. I: Богословие. Философия. 2009. — Вып. 1 (25). — С. 25-43.
- Священное Писание и Предание в экклесиологии святителя Филарета (Дроздова) // Материалы XIX Ежегодной Богословской конференции Православного Свято-Тихоновского гуманитарного университета: В 2 т. — Т. I. — М., 2009. — С. 105—110.
- Учение о Церкви в богословии святителя Филарета (Дроздова) // Филаретовский альманах. 2009. — Вып. 5 — С. 90-114
- Санкт-Петербургская духовная академия в период обучения в ней святого праведного Иоанна Кронштадтского // Ежегодная Богословская конференция Православного Свято-Тихоновского Гуманитарного Университета: Материалы. — Т. 1 : XIX / гл. ред. В. Н. Воробьев, прот. — М. : ПСТГУ, 2009. — 404 с. — С. 357—364.
- Научно-богословская аттестация в период гонений 1920—1930-х гг. и присвоение ученой степени доктора богословия митрополиту Сергию (Страгородскому) // Вестник Православного Свято-Тихоновского гуманитарного университета. II: История. История Русской Православной Церкви. 2009. — Вып. 3 (32). — С. 99-115. (со священником Александром Мазыриным)
- Старчество и рост христианской жизни в письмах к монахиням // Церковь и время: научно-богословский и церковно-общественный журнал. — 2009. — № 1 (46). — С. 185—215.
- Реформа духовной школы в России. 1808—1814 гг. // Религиозное образование в России и Европе в конце XVIII — начале XIX в. / Под ред. Е. Токаревой, М. Инглота. Материалы Международной конференции: ИВИ РАН. — СПб.: Изд-во Русской христианской гуманитарной академии, 2009. — С. 210—226.
- Paternità Spirituale e Maturità Christiana. Le Lettere alle Monache di Makarij di Optina, Ignatij Brjančaninov, Teophane il Recluso // La Paternità spiritual nella tradizione ortodossa. Atti del XVI Convegno ecumenico internationale di spiritualità ortodossa. — Comunità di Bose, 2009. — P. 201—225.
- Представители духовной школы в Русском Археологическом институте в Константинополе // Научные проблемы гуманитарных исследований. Научно-теоретический журнал. 2009. — Выпуск 10 (2). — С. 105—111.
  - Представители духовной школы в Русском археологическом институте в Константинополе // История: дар и долг. Юбилейный сборник в честь Александра Васильевича Назаренко. — М., — СПб., 2010.
- Проблемы научной аттестации в православных духовных академиях (по материалам 1905—1906 г.) // Вестник Новосибирского государственного университета. Серия: История, филология. 2010. — Т. 9. — № 1. — С. 128—133.
- «Положение о производстве в ученые степени» в российской духовной школе // Высшее образование в России. 2010. — № 4. — С. 135—142.
- Александровская эпоха и духовная школа: реформа 1808—1814 гг. // Вестник Московского государственного областного университета. Серия «История и политические науки». 2010. — № 2. — С. 55-60
- Диссертационные диспуты как форма научной работы в православных духовных академиях России в 1869—1884 гг. // Вестник Православного Свято-Тихоновского гуманитарного университета. II: История. История Русской Православной Церкви. 2010. — Вып. 3 (36). — С. 21-35
- Студенческие кружки в высшей школе (на примере православных духовных академий в России в 1890—1900-е гг.) // Научные ведомости Белгородского государственного университета. Серия «История. Политология. Экономика. Информатика». 2010. — № 13 (84). — Вып. 15. — С. 152—159.
- Студенты из Святой Земли в российских духовных академиях (вторая половина XIX — начало XX в.) // Русская Палестина. Россия в Святой Земле. Материалы Международной научной конференции / Под ред. д-ра ист. наук Е. И. Зеленева. — СПб.: Издательский дом С.-Петербургского гос. университета, 2010. — С. 253—262.
- К 200-летию первой реформы высшей духовной школы в России: Путь науки и служения // Материалы XX Ежегодной Богословской конференции Православного Свято-Тихоновского гуманитарного университета: В 2 т. Т. I. — М., 2010. — С. 13-23.
- Проекты организации монашеских научно-образовательных учреждений в России (1917—1918 гг.) // Материалы XX Ежегодной Богословской конференции Православного Свято-Тихоновского гуманитарного университета: В 2 т. Т. I. — М., 2010. — С. 381—388.
- Пастырское богословие в системе дореволюционного духовного образования на примере Московской духовной академии // Богословский вестник. 2010. — № 11-12. Юбилейный выпуск, посвященный 325-летию Славяно-греко-латинской Академии. — С. 291—341 (в соавторстве с иереем П. Хондзинским).
- Фонд Московской духовной академии (№ 229) в Центральном историческом архиве Москвы // Богословский вестник. 2010. — № 11-12. Юбилейный выпуск, посвященный 325-летию Славяно-греко-латинской Академии. — С. 396—442.
- У. Палмер в России // Филаретовский альманах. — М. : ПСТГУ. — 2010. — Вып. 6. — C. 92-97
- Архив Московской духовной академии: история и современное состояние // Московской духовной академии 325 лет: Юбилейный сборник статей: В 2 т. Т. 1. Кн. 2: История Московской Духовной Академии 1685—1995. — М.: Московская духовная академия, 2010. — С. 325—337
- Радослав Радич и Московская духовная академия // Славяноведение. 2011. — № 1. — С. 105—111
- Духовно-учебный проект святителя Иннокентия (Борисова) 1830-х гг. // Вестник Православного Свято-Тихоновского гуманитарного университета. II: История. История Русской Православной Церкви. 2011. — Вып. 2 (39). — С. 18-34
- Рецензия на книгу: Богданова Т. А. Н. Н. Глубоковский. Судьба христианского ученого. М.; СПб.: «Альянс-Архео», 2010. 1008 с. // Вестник Православного Свято-Тихоновского гуманитарного университета. I: Богословие. Философия. 2011. — Вып. 3 (35). — С. 129—134
- Богословское образование в российских университетах: традиция и современность // Материалы Международной научно-практической конференции «Социальное учение Церкви и современность». Орел, 12-13 мая 2011 г. — Орел, 2011. — С. 71-79.
- Записки святителей Иннокентия (Борисова) и Филарета (Дроздова) о духовных школах // Филаретовский альманах. Вып. 7. — М., 2011. — С. 231—244.
- «Воспитание юношества, Церкви посвященного»: духовно-учебная реформа 1808—1814 гг. и святитель Филарет // Филаретовский альманах. 2011. — № 7. — С. 140—162.
- Реформа духовной школы 1808—1814 гг. и начало русской патристики // Русское богословие: традиция и современность. Сборник научных статей. — М., 2011. — С. 55-74.
- Учение об исхождении Святого Духа в межконфессиональных диалогах Русской Православной Церкви 1860—1890-х гг. // Русское богословие: традиция и современность. Сборник научных статей. — М., 2011. — С. 178—199.
- «Церковь» и «церкви» в трудах святителя Филарета Московского (тезисы) // Современные проблемы изучения истории Церкви. Международная научная конференция. Московский государственный университет имени М. В. Ломоносова, Исторический факультет, 7-8 ноября 2011 г. Тезисы докладов. — М., 2011. — С. 228—230.
- Богословское образование в России в начале XX в. (на примере Киевской духовной академии) // Труды Киевской духовной академии. № 15. — Киев, 2011. — С. 141—155
- Церковная история как богословская дисциплина в контексте исторического образования // Вестник Православного Свято-Тихоновского гуманитарного университета. II: История. История Русской Православной Церкви. 2012. — Вып. 4 (47). — С. 23-39
- Богословское образование в России: традиция и новизна // Chrześcijaństwo wobec problemów współczesnego świata / Pod redakcją Hannŋ Kowalskiej-Stus. — Krakow: Ksiȩ garnia Akademicka, 2012. — S. 195—206.
- Esegesi e Vita spirituale. Teophane il Recluso, Commentatore dei Salmi // La Parola di Dio nella Vita spirituale. Atti del XIX Convegno ecumenico internationale di spiritualità ortodossa. — Comunità di Bose, 2012. — P. 241—260.
- Вселенская Церковь и русское православие в трудах святителя Филарета (Дроздова) и В. С. Соловьева // Материалы XXII Ежегодной Богословской конференции Православного Свято-Тихоновского гуманитарного университета: В 2 т. Т. I. М., 2012. — С. 381—388.
- Не нам, не нам, а Имени Твоему: взгляд святителя Филарета (Дроздова) на войну 1812 года (1811—1814) (тезисы) // Московская духовная академия. Всероссийская научная историческая конференция «Церковь и общество в России на переломных этапах истории». Сборник тезисов. — Сергиев Посад, 2012. — С. 163—165.
- «Не будучи от левитской лозы и от духовной школы, я всегда привык преклоняться перед нашим священническим сословием…» Переписка профессора Свято-Сергиевского православного богословского института в Париже архимандрита Киприана (Керна) и протопресвитера Русской Православной Церкви заграницей Василия Виноградова (1956—1959) / Вступ. ст., публ. и примеч. Н. Ю. Суховой // Вестник Православного Свято-Тихоновского гуманитарного университета. II: История. История Русской Православной Церкви. 2012. — Вып. 3 (46). — С. 71-122
- Ученые российских духовных академий и Святая Земля (XIX — начало XX в.) // Вестник Православного Свято-Тихоновского гуманитарного университета. II: История. История Русской Православной Церкви. 2012. — Вып. 5 (48). — С. 25-38
- Паломнические поездки в Святую Землю и на Афон преподавателей и студентов духовных академий // Вестник Православного Свято-Тихоновского гуманитарного университета. II: История. История Русской Православной Церкви. 2012. — Вып. 6 (49). — С. 20-34
- «Духовная ученость» в России в первой половине XIX в. // Филаретовский альманах. 2012. — Вып. 8. — С. 31-54.
- «Наше мировоззрение должно быть евхаристично…» // Филаретовский альманах. 2012. — Вып. 8. — C. 167—190
- «Не только борьба с вольномыслием». Диалог о книге: обсуждение монографии А. Ю. Полунова «К. П. Победоносцев в общественно-политической и духовной жизни России» М.: РОССПЭН, 2010. 374 с. // Российская история. 2013. — № 1. — С. 104—107
- Рецензия на монографию: Иванов А. Е. Мир российского студенчества. Конец XIX — начало XX века. Очерки. М.: Новый хронограф, 2010. 333 с. // Российская история. 2013. — № 2. — С. 214—217
- [Круглый стол, посвященный выходу в свет книги «Университет в Российской империи XVIII—первой половины XIX века» / Под общ. ред. А. Ю. Андреева и С. И. Посохова. М.: РОССПЭН, 2012. 671 с.] // Вестник Православного Свято-Тихоновского гуманитарного университета. II: История. История Русской Православной Церкви. 2013. — Вып. 4 (53). — С. 146—148
- «Люблю Академию и всегда буду действовать во имя любви к ней…» (Письма профессора Киевской духовной академии Д. И. Богдашевского к А. А. Дмитриевскому) / Вступ. ст., публ. и примеч. Н. Ю. Суховой // Вестник Православного Свято-Тихоновского гуманитарного университета. II: История. История Русской Православной Церкви. 2013. — Вып. 5 (54). — С. 75-107; 6 (55). — С. 87-110
- «Историко-богословская революция» в высшей духовной школе России // Филаретовский альманах. 2013. — Вып. 9. — C. 135—169
- Церковная история: богословие или история? // e-vestnik.ru, 29 января 2014
- «Дело протоиерея Герасима Павского»: проблема «Историзма» в русской библеистике // Филаретовский альманах. — 2014. — № 10. — С. 88—107.
- «Благословите себя включить в новоиноческий союз…» (Письма митрополита Антония (Храповицкого) к епископу Борису (Плотникову) (1886—1900 гг.) / Публ., вступ. ст. и примеч. Н. Ю. Суховой // Вестник Православного Свято-Тихоновского гуманитарного университета. II: История. История Русской Православной Церкви. 2015. — Вып. 5 (66). — С. 67-89
- Неопубликованная статья святителя Тихона (Беллавина) / Публ., вступ. ст. и примеч. Н. Ю. Суховой // Вестник Православного Свято-Тихоновского гуманитарного университета. II: История. История Русской Православной Церкви. 2015. — Вып. 6 (67). — С. 97-122
- Рецензия на: Священник И. А. Никулин. Преосвященный Игнатий (Римский-Корсаков), митрополит Сибирский и Тобольский. Екатеринбург: Екатеринбургская духовная семинария, 2015 // Вестник Православного Свято-Тихоновского гуманитарного университета. II: История. История Русской Православной Церкви. 2015. — Вып. 6 (67). — С. 147—152
- Полвека служения русской православной придворной церкви в Гааге (1816—1866) // Христианское чтение. 2015. — № 6. — С. 127—149
- Рец.: Никулин И. А., свящ. Преосвященный Игнатий (Римский-Корсаков), митрополит Сибирский и Тобольский. Екатеринбург: ЕДС, 2015 // Вестник ПСТГУ: История. История Русской Православной Церкви. 2015. — № 6 (67)
- Янсенизм в оценке выпускников Санкт-Петербургской духовной академии: от И. Е. Троицкого к святителю Тихону (Беллавину) // Вестник Православного Свято-Тихоновского гуманитарного университета. II: История. История Русской Православной Церкви. 2016. — Вып. 5 (72). — С. 31-47
- К вопросу о методологии церковной истории : Лекции по церковной истории, прочитанные профессором И. Е. Троицким студентам Санкт-Петербургского университета в 1870-х гг. // Русское богословие: исследования и материалы. Вып. 3 / Науч. ред. прот. П. Хондзинский, Н. Ю. Сухова. — М., 2016. — С. 73-93
- [Рец. на]: А. Е. Иванов Ученое достоинство в Российской империи. XVIII — начало XX века. Подготовка и научная аттестация профессоров и преподавателей высшей школы. М.: Новый хронограф, 2016. 656 с. // Российская история. 2017. — № 2. — С. 209—211
- Патриарх Фотий и его роль в оппозиции Восток-Запад в оценке представителей российских духовных академий конца XIX — начала XX в. // Вестник Православного Свято-Тихоновского гуманитарного университета. II: История. История Русской Православной Церкви. 2017. — Вып. 1 (74). — С. 103—119
- Рец. на кн.: Пузовић Владислав. Руски путеви српског богословља. Школовање срба на руским духовним академијама (1849—1917). Београд: Угниверзитет у Београду: Православни богословски факултет, Институт за теолошка истраживања — JП Службени гласник, 2017 // Вестник Православного Свято-Тихоновского гуманитарного университета. II: История. История Русской Православной Церкви. 2017. — Вып. 78. — С. 141—146
- The «University Idea» in the Theological academies of Russia (XIX — early XX centuries) // Slověne. 2017. — № 2. — P. 270—282
- Роль Святейшего Синода в развитии богословской науки в России : (1869—1918) // Святейший Синод в истории российской государственности = The Holy Synod in the history of the russian statehood: сборник материалов Всероссийской научной конференции с международным участием (Сборники Президентской библиотеки. Серия «Электронный архив» = Presidential library collections. «Digital archive» Series / Президентская библиотека. Вып. 1). — Санкт-Петербург: Президентская библиотека, 2017. — C. 308—322.
- Российское «ученое монашество» перед проблемами учености и монашества (1880—1910-е гг.) // Христианское чтение. — 2018. — № 2. — С. 197—209.
- Prehistory of a «historical-critical epoch» in the Russian Bible studies: Archpriest Gerasim Pavskii // Theological Quarterly (Bogoslovni vestnik). — № 78 (2018). — P. 121—134.
- Киевская духовная академия в эпоху Великих реформ и контрреформ (по письмам учащих и учащихся) // Труди Київської Духовної Академії. № 29. 2018. — C. 205—216
- Роль епархиальных архиереев в подготовке пастырей: преосвященные Георгий (Конисский) и Парфений (Сопковский) // Государство, общество и Церковь в истории Беларуси (К 500-ле-тию издания Франциском Скориной печатной Библии и 300-летиюсо дня рождения святителя Георгия Конисского, архиепископа Могилевского) : Материалы научно-практической конференции, Минск-Жировичи, 12-13 октября 2017 года. — Минск : Издательство Минской духовной академии, 2018. — 97 с. — С. 7-10
- Источники для исследования учебного курса российских духовных академий на примере архивных фондов г. Москвы (1814—1869 гг.) // Отечественные архивы. 2019. — № 4. — С. 53-62 (в соавторстве с А. В. Дружининым)
- «Вопреки стеснительному режиму со времени Петра Великого наша Церковь все-таки расцвела»: синодальный период Православной Российской Церкви в оценках А. В. Карташева // Вестник Екатеринбургской духовной семинарии. 2019. — № 3 (27). — С. 66-82
- А. В. Карташев о синодальном периоде в истории Русской Церкви: стыд и позор или слава и гордость? // Церковь. Богословие. История. Материалы VII Всероссийской научно-богословской конференции (Екатеринбург, 8-10 февраля 2019 г.) — Екатеринбург, 2019. — С. 307—313
- Мученик Иоанн Попов: свидетельство неоскудевающей святости Церкви в различных условиях исторического бытия // История страны в судьбах узников Соловецких лагерей: Сборник статей и докладов научно-практической конференции. Вып. 4. — Соловки, 2019. — С. 107—121
- Монашеское служение духовному просвещению: данность или заданность? (Из истории русского монашества XIX — начала XX в.) // Международная научная конференция «Духовное и культурное наследие монастырей Русской Православной Церкви»: К 50-летию Московского Новодевичьего монастыря. Тезисы докладов. — М.: ИМЛИ РАН, 2019. — С. 184—186
- «Взаимные подозрения в неправославии составляют важный недуг нашего времени»: история сборника «Памятник веры православной» святителя Иннокентия (Борисова) // Труды Киевской духовной академии. № 31. — Киев, 2019. — С. 65-77
- Рецензия на: Святитель Сильвестр (Малеванский): жизнеописание, воспоминания, документы. Киев: Издательский отдел Украинской Православной Церкви, 2019 // Труды Киевской духовной академии. № 31. — Киев, 2019. — С. 357—362
- Формирование исторического подхода в литургике в России: на примере выпускных сочинений воспитанников Санкт-Петербургской духовной академии (1843—1869 гг.) // Вестник Екатеринбургской духовной семинарии. 2020. — № 4 (32). — С. 90-111 (соавтор: Карамышев Н. Т.)
- Духовная школа при безбожной власти: компромисс или свидетельство? (Возрождение духовной школы в России в 1940—1950-е годы) // Религиозное образование в России и Европе в XX веке: исторический опыт и передача ценностей / Отв. ред. Е. Токарева, М. Инглот, А. Беглов. М.: ИВИ РАН, 2020. — С. 7-34
- Московская духовная академия в годы учения выпускника и преподавателя Владимирской духовной семинарии святителя Афанасия (Сахарова) // Наследие Христианской Церкви: богословие, история, культура: Материалы I Международной научно-богословской конференции. 27-28 февраля, г. Владимир. Вып. 1 (1) 2019. Владимир, 2020. — С. 79-98
- Церковное служение выпускника Киевской духовной академии Михаила Александровича Кальнева: единство и противостояние церковной миссии и «школьного» богословия // Труды Киевской духовной академии. № 32. — Киев, 2020. — С. 201—220
- Священноисповедник епископ Амвросий (Полянский): Царство Божие как предмет изучения и стяжания // История страны в судьбах узников Соловецких лагерей: Сборник статей и докладов международной научно-практической конференции. Вып. 5. Соловки, 2020. — С. 101—116
- Академия и монастырь: иноки «ученые» и «толченые» — связи Санкт-Петербургской духовной академии с Валаамом (конец XIX — начало XX в.) // VII Валаамские образовательные чтения: «„Богоизбранная обитель“: к 30-летию возрождения монашеской жизни на Валааме»: материалы международной конференции (17-19 мая 2019 г., Валаам) /Валаамский монастырь; ПКПЦ «Свет Валаама» — М.: Издательство «Перо», 2020. — С. 76-86
- Комитет для преобразования учебной части семинарий (1840—1847 гг.): успехи и неудачи // Вестник Православного Свято-Тихоновского гуманитарного университета. II: История. История Русской Православной Церкви. 2021. — Вып. 78. — С. 141—146. (соавтор: Дружинин А. В.)
- Способно ли «школьное» богословие стать опытным? (Святой Иоанн Кронштадтский как выпускник высшей духовной школы) // Вестник Екатеринбургской духовной семинарии. — 2021. — № 36. — С. 283–305.
- «Живое опытное познание Бога Спасителя»: заданность и данность жизненного пути священномученика Игнатия (Садковского) // История страны в судьбах узников Соловецких лагерей: Сборник статей и докладов научно-практической конференции. Вып. 6. Соловки, 2021. — С. 107—119.
- Рецензия на монографию: Шадрина А. В. История Донской духовной семинарии / Отв. ред. Л. В. Мининкова. Ростов-на-Дону: Издательство ЮнЦ РАН, 2019. 480 с. // Филаретовский альманах. Вып. 17. — М., 2021. — С. 178—184.
- Духовно-учебные связи России и Сербии в конце XIX — начале XX в.: вклад в российскую богословскую традицию // Труды Православной семинарии в Сремски Карловци
- Почитание Казанского образа Пресвятой Богородицы в стенах Казанской духовной академии // Православный собеседник. 2021. — № 3-4 (31-32).
- Митрополит Платон (Левшин) и святитель Филарет (Дроздов): концепции «ученого монашества» // Вестник Екатеринбургской духовной семинарии. — 2022. — № 39. — С. 113—128.
- Святитель Филарет (Дроздов) и «школьное» богословие в период его «прикровенного» развития (1830—1840-е гг.) // Митрополит Филарет (Дроздов) и имперские институты его времени : коллективная монография. — Москва : Общество с ограниченной ответственностью «Актуальность. РФ», 2023. — С. 192—200.

- Беляев Александр Дмитриевич // Православная энциклопедия. — М., 2002. — Т. IV : Афанасий — Бессмертие. — С. 586—588. — 39 000 экз. — ISBN 5-89572-009-9.
- Благоразумов Николай Васильевич // Православная энциклопедия. — М., 2002. — Т. V : Бессонов — Бонвеч. — С. 315. — 39 000 экз. — ISBN 5-89572-010-2.
- Вера и Церковь, духовный богословско-апологетический журнал // Православная энциклопедия. — М., 2004. — Т. VII : Варшавская епархия — Веротерпимость. — С. 701-702. — 39 000 экз. — ISBN 5-89572-010-2.
- Виноградов Николай Иванович, богослов, библеист // Православная энциклопедия. — М., 2004. — Т. VIII : Вероучение — Владимиро-Волынская епархия. — С. 523—524. — 39 000 экз. — ISBN 5-89572-014-5.
- Волнин Александр Константинович // Православная энциклопедия. — М., 2005. — Т. IX : Владимирская икона Божией Матери — Второе пришествие. — С. 239-240. — 39 000 экз. — ISBN 5-89572-015-3.
- Воронцов Евгений Александрович // Православная энциклопедия. — М., 2005. — Т. IX : Владимирская икона Божией Матери — Второе пришествие. — С. 410-411. — 39 000 экз. — ISBN 5-89572-015-3.
- Всероссийский церковно-общественный вестник // Православная энциклопедия. — М., 2005. — Т. IX : Владимирская икона Божией Матери — Второе пришествие. — С. 687-688. — 39 000 экз. — ISBN 5-89572-015-3.
- Горский-Платонов Павел Иванович // Православная энциклопедия. — М., 2006. — Т. XII : Гомельская и Жлобинская епархия — Григорий Пакуриан. — С. 152-153. — 39 000 экз. — ISBN 5-89572-017-X.
- Евгений (Сахаров-Платонов) // Православная энциклопедия. — М., 2008. — Т. XVII : Евангелическая церковь чешских братьев — Египет. — С. 83—84. — 39 000 экз. — ISBN 978-5-89572-030-1. (в соавторстве с Е. В. Липаковым)
- Жданов Александр Алексеевич // Православная энциклопедия. — М., 2008. — Т. XIX : Ефесянам послание — Зверев. — С. 125-127. — 39 000 экз. — ISBN 978-5-89572-034-9.
- Игнатий (Брянчанинов) // Православная энциклопедия. — М., 2009. — Т. XXI : Иверская икона Божией матери — Икиматарий. — С. 74—89. — 39 000 экз. — ISBN 978-5-89572-038-7. (Хондзинский П. В. свящ., Бежанидзе Г. В., Яковлев А. И., Большакова С. Е.)
- Казанский Петр Иванович // Православная энциклопедия. — М., 2012. — Т. XXIX : К — Каменац. — С. 266-268. — 39 000 экз. — ISBN 978-5-89572-025-7.
- Касицын Дмитрий Федорович // Православная энциклопедия. — М., 2013. — Т. XXXI : Каракалла — Катехизация. — С. 473-475. — 33 000 экз. — ISBN 978-5-89572-031-8.
- Кипарисов Василий Федорович // Православная энциклопедия. — М., 2013. — Т. XXXIII : Киево-Печерская лавра — Кипрская икона Божией Матери. — С. 577-580. — 33 000 экз. — ISBN 978-5-89572-037-0.
- Клитин Александр Михайлович // Православная энциклопедия. — М., 2014. — Т. XXXV : Кириопасха — Клосс. — С. 704-705. — 33 000 экз. — ISBN 978-5-89572-041-7.
- Коновалов Дмитрий Григорьевич // Православная энциклопедия. — М., 2014. — Т. XXXVI : Клотильда — Константин. — С. 643-644. — 29 000 экз. — ISBN 978-5-89572-041-7.
- Корсунский Иван Николаевич // Православная энциклопедия. — М., 2015. — Т. XXXVIII : Коринф — Крискентия. — С. 189-192. — 33 000 экз. — ISBN 978-5-89572-029-5.
- Корсунский Николай Николаевич // Православная энциклопедия. — М., 2015. — Т. XXXVIII : Коринф — Крискентия. — С. 192-193. — 33 000 экз. — ISBN 978-5-89572-029-5.
- Леонардов Дмитрий Сергеевич // Православная энциклопедия. — М., 2015. — Т. XL : Лангтон — Ливан. — С. 450-452. — 33 000 экз. — ISBN 978-5-89572-033-2.
- Лопухин Александр Павлович // Православная энциклопедия. — М., 2016. — Т. XLI : Ливаний — Львовский в честь Преображения Господня женский монастырь. — С. 458-462. — 30 000 экз. — ISBN 978-5-89572-021-9.
- Лучицкий Кирилл Иванович // Православная энциклопедия. — М., 2016. — Т. XLI : Ливаний — Львовский в честь Преображения Господня женский монастырь. — С. 716-717. — 30 000 экз. — ISBN 978-5-89572-021-9.
- Максимович Иван Петрович // Православная энциклопедия. — М., 2016. — Т. XLIII : Максим — Маркелл I. — С. 140-141. — 30 000 экз. — ISBN 978-5-89572-049-3.
- Московская духовная академия // Православная энциклопедия. — М., 2017. — Т. XLVII : Мор — Муромский в честь Преображения Господня мужской монастырь. — С. 153-187. — 39 000 экз. — ISBN 978-5-89572-054-7.
- Петр (Полянский) // Православная энциклопедия. — М., 2019. — Т. LV : Пасхальные споры — Петр Дамаскин. — С. 593—603. — 39 000 экз. — ISBN 978-5-89572-062-2. (в соавторстве со свящ. Александром Мазыриным)
- Полотебнов Андрей Григорьевич // Православная энциклопедия. — М., 2020. — Т. LVII : Погановская икона Божьей Матери — Православное обозрение. — С. 195–197. — 39 000 экз. — ISBN 978-5-89572-064-6.
- Полянский Евлампий Яковлевич // Православная энциклопедия. — М., 2020. — Т. LVII : Погановская икона Божьей Матери — Православное обозрение. — С. 347–348. — 39 000 экз. — ISBN 978-5-89572-064-6.
- Потапов Василий Никифорович // Православная энциклопедия. — М., 2020. — Т. LVII : Погановская икона Божьей Матери — Православное обозрение. — С. 617–619. — 39 000 экз. — ISBN 978-5-89572-064-6.
- Протопопов Василий Иванович // Православная энциклопедия. — М., 2020. — Т. LVIII : Православный Богословский институт прп. Сергия Радонежского — Псковский Снетогорский в честь Рождества Пресвятой Богородицы монастырь. — С. 474–476. — 39 000 экз. — ISBN 978-5-89572-065-3.
- Рождественский Александр Петрович // Православная энциклопедия. — М., 2020. — Т. LX : Рипсимия, Гаиания и 35 святых дев — Саблер. — С. 65–66. — 39 000 экз. — ISBN 978-5-89572-067-7.
- Рождественский Василий Гаврилович // Православная энциклопедия. — М., 2020. — Т. LX : Рипсимия, Гаиания и 35 святых дев — Саблер. — С. 66–68. — 39 000 экз. — ISBN 978-5-89572-067-7.
- Савва (Тихомиров) // Православная энциклопедия. — М., 2021. — Т. LXI : Саватий — Сведенборг. — 39 000 экз. — ISBN 978-5-89572-068-4.
- Смирнов Александр Васильевич // Православная энциклопедия. — М., 2021. — Т. LXII : Свенская Печерская икона Божией Матери — Сергий. — 39 000 экз. — ISBN 978-5-89572-069-1.

- Социальное учение церкви и современность : материалы Междунар. науч.-практ. конф. «Социал. учение церкви и современность», г. Орел, 12 — 13 мая 2011 г. / [науч. ред. Сухова Н. Ю., Человенко Т. Г.]. — Орел : Воробьев А., 2011. — 535 с. — 1000 экз. — ISBN 978-5-91468-077-7
- Русское богословие: традиция и современность : сборник статей / Православ. Свято-Тихон. гуманитар. ун-т; [сост.: протоиер. П. Хондзинский, Н. Ю. Сухова]. — Москва : Издательство Православного Свято-Тихоновского гуманитарного университета, 2011. — 198 с. — ISBN 978-5-7429-0680-3
- Русское богословие : исследования и материалы / Православ. Свято-Тихон. гуманитар. ун-т; [науч. ред.: Н. Ю. Сухова и др.]. — Москва : Издательство Православного Свято-Тихоновского гуманитарного университета, 2014. — 271 с. — ISBN 978-5-7429-0889-0
- Русское богословие: исследования и материалы, 2015 / Православ. Свято-Тихон. гуманитар. ун-т; [науч. ред.: Н. Ю. Сухова и др.]. — Москва : Издательство ПСТГУ, 2015. — 200 с. — 500 экз. — ISBN 978-5-7429-0990-3
- Русское богословие: исследования и материалы, 2016 / Православ. Свято-Тихонов. гуманитар. ун-т; [науч. ред.: Н. Ю. Сухова и др.]. — Москва : Издательство Православного Свято-Тихоновского гуманитарного университета, 2016. — 201 с. — ISBN 978-5-7429-1047-3
- Блаженный Августин и августинизм в западной и восточной традициях: [сборник статей] / Православ. Свято-Тихон. гуманитар. ун-т; [отв. ред.: протоиер. П. Хондзинский, Н. Ю. Сухова]. — Москва : Издательство ПСТГУ, 2017. — 247 с. — 300 экз. — ISBN 978-5-7429-1101-2
- Русское богословие: исследования и материалы, 2018 / Православный Свято-Тихоновский гуманитарный университет; [науч. ред.: Н. Ю. Сухова и др.]. — Москва : Издательство ПСТГУ, 2018. — 204 с. — 200 экз. — ISBN 978-5-7429-1159-3
- Русское богословие: исследования и материалы, 2020 / Православный Свято-Тихоновский гуманитарный университет; научный редактор Н. Ю. Сухова. — Москва : Издательство Православного Свято-Тихоновского гуманитарного университета, 2020. — 201 с. — 300 экз. — ISBN 978-5-7429-1339-9

- ПСТГУ и Богословский факультет в традиции русского духовного образования. Интервью с Н. Ю. Суховой // pstgu.ru, 17 мая 2010
- Научная деятельность БФ и включение в нее студентов. Интервью с магистром богословия, к. и. н., доцентом Н. Ю. Суховой, часть II // pstgu.ru, 24 мая 2010
- О специализации на Богословском факультете по Истории РПЦ, духовному образованию, истории богословской науки и о перспективах развития направления. Интервью с Н. Ю. Суховой, часть III // pstgu.ru, 28 мая 2010
- По страницам истории ПСТГУ: О воскресных христианах, мужском богословии и дворниках с высшим образованием // pravmir.ru, 19 ноября 2012
- «Чувство церковного и научного торжества»: доктор церковной истории Наталия Сухова о конференции «Церковь. Богословие. История» // ekaterinburg-eparhia.ru, 10 февраля 2019
- Интервью с Н. Ю. Суховой: «Русское богословие. Материалы и исследования» // pstbi.ru, 19 декабря 2019
- Интервью с профессором ПСТГУ Н. Ю. Суховой // pstbi.ru, 6 января 2020